# III. Kallixtusz (ellenpápa)
III. Kallixtusz (? – 1179?, Benevento) néven lépett III. Sándor pápa hivatalának ellenébe a katolikus egyház történelmének huszonkilencedik ellenpápája, és Sándor ellen sorban a harmadik ellenpápa. A Német-római Birodalom császárai és a pápák között kitörő második hatalmi konfliktusban sikerült az egyház élére kerülnie. Sándor ellenfelei közül a leghosszabb regnálást tudhatta magáénak, de egyben a legveszélytelenebbet is.
A krónikák gyakran ellentmondásba keverednek III. Callixtus származásával kapcsolatban. Az bizonyos, hogy eredetileg Johannes avagy olaszosabban Giovanni néven született. Több forrás említi, hogy Arezzo városából származik, de sokszor magyar eredetéről is szó esik a krónikákban.
Családja miatt igen közel állt I. Frigyes udvarához, és a német politikához. Ezért nem volt meglepő, hogy az egyházi pályára került Giovanni az egyházszakadás idején a császár egyik legelkötelezettebb híve lett. Ekkor Struma apátjaként jelenik meg a történelemben, és jelen volt IV. Viktor megválasztásánál, aki később bíborossá szentelte fel. Az ellenpápa halála után ott volt III. Paszkál megválasztásánál is, majd annak halála után a klérus császárpárti része őt választotta meg egyházfőnek.
A III. Callixtus uralkodói néven fellépő ellenpápát Frigyes csak habozva ismerte el, de végül támogatásáról biztosította, hogy ezzel is nyomást gyakoroljon Sándorra a békekötés terén. Frigyes ugyanis beismerte a harcok kilátástalanságát, és lépni akart a háborúk lezárásának érdekében. A békét azonban ő akarta diktálni, amit Sándor nem akart elismerni. A háború időközben váratlan fordulatot vett, hiszen a pápa és a lombard városok szövetsége 1176. május 29-én Legnanonál vereséget mért a császári seregekre. Az 1177-ben Velencében megkötött béke pedig egyértelművé tette a császár akaratát. Callixtus a béke megkötése után elvesztette Frigyes támogatását, de egy darabig még tartotta ellenkezését. Végül 1178-ban tárgyalt Sándorral, és végül augusztus 29-én lemondott hivataláról Sándor javára. A pápa nem volt bosszúálló, és Callixtus lemondása után az ellenpápát az egyházi irányítású Benevento kormányzói székébe helyezte, ahol a következő évben meghalt.